# Jennie Bomb
Jennie Bomb är det andra studioalbumet av den svenska rockgruppen Sahara Hotnights, utgivet i maj 2001 på BMG/RCA Records. Albumet producerades tillsammans med Chips Kiesbye och spelades in vid Rommarö Studio i Vagnhärad samt Music-a-matic i Göteborg. På Sverigetopplistan uppnådde albumet andra plats och gav även gruppen två Grammisnomineringar 2002, Årets artist och Årets hårdrock. "With or Without Control" och "On Top of Your World" släpptes som singlar, där den senare blev deras debut på Sverigetopplistan med topplaceringen 28.
De följande åren lanserades albumet internationellt med annorlunda låtlistor för olika länder; i Storbritannien gavs albumet ut i mars 2002, i USA i september 2002 och i Japan den 21 maj 2003.

## Mottagande
Jennie Bomb fick ett varmt mottagande i såväl svensk som internationell musikpress, med komplimanger över dess rockiga attityd. I Sverige fick albumet fyra av fem i betyg av Aftonbladet och Svenska Dagbladet, trots att de båda menade att Jennie Bomb inte levde upp till samma nivå som debutalbumet C'mon Let's Pretend. Per Bjurman på Aftonbladet tillade dock att gruppen "[...] sett till de pressande omständigheterna gjort en mycket värdig uppföljare" medan Svenska Dagbladets Eric Fallander skrev "Riktigt så bra blir det aldrig igen, men plattan sprudlar av samma ungdomliga energi och höga tempo rakt igenom [...]". Peter Dahlgren på Dagensskiva.com såg däremot en positiv utveckling med albumet, och hävdade att C'mon Let's Pretend lät "gulligt" och "vuxet" i jämförelse. Vidare kommenterade han att "Med 'Jennie Bomb' blir Sahara Hotnights vad jag hoppats på länge. De släpper lös, de låter lite ilsknare och lite mer ansträngda." och gav albumet betyget 8 av 10.
På webbplatsen Allmusic kommenterade MacKenzie Wilson "Sahara Hotnights composed an entire album of sophisticated rock songs and it's a solid effort, musically and vocally". Rob Mitchum på Pitchfork gav albumet 7,3/10 i betyg och avslutade sin recension med att skriva "Sahara Hotnights might not be the best all-girl rock act in the business, or the best export from their wintry homeland, but they certainly don't do anything to damage the hipness quotient of the yellow-and-blue."
Jennie Bomb har i ovan nämnda recensioner jämförts med artister som Joan Jett, Pat Benatar och The Donnas. 

## Turné
I samband med skivsläppet genomförde Sahara Hotnights en världsturné. Under deras USA-turné 2003 bytte de ut textraden I wanna make some noise till I wanna drop some bombs i låten "Alright Alright (Here's My Fist Where's the Fight)" i protest mot USA:s attack mot Irak.

## Låtlista
Alla låtar är skrivna av Maria Andersson och Josephine Forsman.
| 1.  | Alright Alright (Here's My Fist Where's the Fight?) | 2:06 |
| 2.  | On Top of Your World                                | 3:17 |
| 3.  | Fire Alarm                                          | 3:08 |
| 4.  | With or Without Control                             | 3:34 |
| 5.  | Keep Up the Speed                                   | 3:06 |
| 6.  | No Big Deal                                         | 1:55 |
| 7.  | Down and Out                                        | 2:39 |
| 8.  | Only the Fake Survive                               | 3:42 |
| 9.  | Whirlwind Reaper                                    | 3:37 |
| 10. | Fall Into Line                                      | 3:27 |
| 11. | Are You Happy Now?                                  | 2:33 |
| 12. | Out of the System                                   | 2:37 |
| 13. | A Perfect Mess                                      | 4:26 |

| 1.  | Alright Alright (Here's My Fist Where's the Fight?) | 2:06 |
| 2.  | On Top of Your World                                | 3:17 |
| 3.  | Fire Alarm                                          | 3:08 |
| 4.  | With or Without Control                             | 3:34 |
| 5.  | Keep Up the Speed                                   | 3:06 |
| 6.  | No Big Deal                                         | 1:55 |
| 7.  | Down and Out                                        | 2:39 |
| 8.  | Only the Fake Survive                               | 3:42 |
| 9.  | Whirlwind Reaper                                    | 3:37 |
| 10. | Fall Into Line                                      | 3:27 |
| 11. | Are You Happy Now?                                  | 2:33 |
| 12. | Out of the System                                   | 2:37 |

| 1.  | Alright Alright (Here's My Fist Where's the Fight?) | 2:06 |
| 2.  | Keep Up the Speed                                   | 3:06 |
| 3.  | On Top of Your World                                | 3:17 |
| 4.  | Fire Alarm                                          | 3:08 |
| 5.  | No Big Deal                                         | 1:55 |
| 6.  | With or Without Control                             | 3:34 |
| 7.  | Down and Out                                        | 2:39 |
| 8.  | Only the Fake Survive                               | 3:42 |
| 9.  | Fall Into Line                                      | 3:27 |
| 10. | We're Not Going Down                                | 2:36 |
| 11. | Out of the System                                   | 2:37 |

| 1. | Keep Up the Speed                                           | 3:06 |
| 2. | Teenage Kicks                                               | 1:38 |
| 3. | Breakdown                                                   | 2:25 |
| 4. | Now Tonight                                                 | 2:52 |
| 5. | Alright Alright (Here's My Fist Where's the Fight?) (video) |      |

| 1.  | Alright Alright (Here's My Fist Where's the Fight?) | 2:06 |
| 2.  | On Top of Your World                                | 3:17 |
| 3.  | Fire Alarm                                          | 3:08 |
| 4.  | With or Without Control                             | 3:34 |
| 5.  | Keep Up the Speed                                   | 3:06 |
| 6.  | No Big Deal                                         | 1:55 |
| 7.  | Down and Out                                        | 2:39 |
| 8.  | Only the Fake Survive                               | 3:42 |
| 9.  | Whirlwind Reaper                                    | 3:37 |
| 10. | Fall Into Line                                      | 3:27 |
| 11. | Are You Happy Now?                                  | 2:33 |
| 12. | Out of the System                                   | 2:37 |
| 13. | Teenage Kicks                                       | 1:37 |
| 14. | Breakdown                                           | 2:25 |

## Medverkande
Sahara Hotnights
- Maria Andersson – sång, gitarr
- Jennie Asplund – gitarr, sång, slagverk
- Johanna Asplund – bas
- Josephine Forsman – trummor, sång, piano

Övriga musiker
- Stefan Boman – piano (9)

Produktion
- Peter In de Betou – mastering
- Stefan Boman – inspelning, ljudmix, formgivning
- Hansi Friberg – manager
- Chips Kiesbye – producent, ljudmix
- Per Lindholm – A&R
- Jonas Linell – fotografi
- Fredrik Normark – trumtekniker
- Sahara Hotnights – producent
- Jesper Waldersten – formgivning, fotografi
- Robert Wellerfors – inspelning

Källa

## Listplaceringar
| Lista (2001)                | Högsta position |
| --------------------------- | --------------- |
| Sverige (Sverigetopplistan) | 2               |